# Eupithecia zygadaeniata
Eupithecia zygadaeniata là một loài bướm đêm trong họ Geometridae.